# Intergraph
Intergraph, ahora parte de Hexagon AB, en sus divisiones Hexagon PPM y Hexagon Safety & Infrastructure, nació como compañía de software en 1969, con el nombre M&S Computing, Inc. Ayudó a solucionar uno de los problemas más difíciles de aquellos tiempos - cómo poner a un hombre en la luna. Intergraph asistía a la NASA y al ejército de los Estados Unidos en el desarrollo de sistemas de computadoras de guía de misiles en tiempo real.

## Historia
Intergraph fue fundada en 1969 como "M&S Computing, Inc.", por ex ingenieros de IBM que habían estado trabajando con la NASA y el ejército de Estados Unidos en el desarrollo de sistemas que aplicaran la computación digital para guiar misiles en tiempo real. 
En 1980, la compañía cambió su nombre de M&S Computing a Intergraph Corporation, reflejando la dedicación a los gráficos.
Hasta el año 2000 también estuvo dedicada al hardware, ese año vendió su gama de software para estación de trabajo ViZualWorkstation Zx a Silicon Graphics y su serie de tarjetas gráficas Intense3D a 3DLabs.
En 2006 la empresa Intergraph fue adquirida por el grupo inversor Hellman & Friedman LLC, Texas Pacific Group y JMI Equity, para en 2010 ser vendida de nuevo a Hexagon AB.

## SmartSketch
La empresa incorporó, SmartSketch  un programa de dibujo para el PenPoint OS y el EO Personal Communicator. Cuando el Pen Computing no prosperó, SmartSketch fue portado a las plataformas   Windows y Macintosh. y finalmente vendido a Broderbund Software que lo incorporó en algunas versiones de su Printshop.